# Калвизи (Казерта)
Калвизи је насеље у Италији у округу Казерта, региону Кампанија.
Према процени из 2011. у насељу је живело 235 становника. Насеље се налази на надморској висини од 353 м.